# Swiss Open Gstaad 2022
Swiss Open Gstaad 2022 — тенісний турнір, що проходив на кортах з твердим покриттям у місті Гштаад, Швейцарія з  18 до 24 липня. Належав до категорії ATP 250.

## Фінальна частина

### Одиночний розряд
Каспер Рууд —  Маттео Берреттіні 4–6, 7–6(7–4), 6–2

### Парний розряд
Томіслав Бркич /  Франсіску Кабрал —  Робін Гаасе /  Філіпп Освальд 6–4, 6–4